# آبا (نيجيريا)
آبا (بالإنجليزية: Aba)‏ هي مدينة من مدن نيجيريا تقع في ولاية آبيا. يبلغ عدد سكانها 900 931 نسمة وذلك حسب إحصائيات سنة 2006. يبلغ ارتفاع المدينة عن سطح البحر قرابة 205 متر. تتواجد المدينة جوار نهر يحمل نفس الاسم (آبا).

## تاريخ المدينة
خلال الاستعمار البريطاني، بنيت المدينة سنة 1901، وكانت في البداية مجرد ثكنة عسكرية تحيط بها مجموعة من القرى الصغيرة لإثنية إيبو، والتي كانت تتخذ من موقع المدينة، سوقها التقليدي الدوري. تطورت المدينة لاحقا لتصبح قطبا إداريا وتجاريا مهما، خصوصا، بعد ربطها، في 1915، بميناء بورت هاركورت، عبر خط سككي، مما حولها إلى نقطة تجميع المنتجات الفلاحية كنخيل الزيت. في 1929، كانت آبا معقل ثورة نسائية، احتجاجا على السياسة الضريبية للحكومة الاستعمارية البريطانية. في 1967، كانت آبا، لمرحلة قصيرة، عاصمة جمهورية بيافرا الانفصالية، التي دامت لفترة قصيرة بين 1967 و1970.

## اقتصاد المدينة
للمدينة قطاع صناعي نشيط، يستفيد أساسا من الغاز الطبيعي، كمصدر طاقة، والذي يصل للمدينة، عبر أنبوب غاز طوله 30 كيلومترا، انطلاقا من حقل إيمو للغاز الطبيعي. تتنوع صناعات المدينة بين النسيج وصناعات الأدوية والصابون واللدائن والإسمنت، إضافة إلى الحرف اليدوية.

## أعلام
- إسحاق أوكورونكوو
- أونيكاتشي أبام
- كالو أوتشي
- ديك تايجر
- إيكيتشوكوو أوتشي
- صانداي مبا

## وصلات خارجية
- الموقع الإلكتروني لولاية أبيا